# TT245
TT245 (Theban Tomb 245) è la sigla che identifica una delle Tombe dei Nobili ubicate nell'area della cosiddetta Necropoli Tebana, sulla sponda occidentale del Nilo dinanzi alla città di Luxor, in Egitto. Destinata a sepolture di nobili e funzionari connessi alle case regnanti, specie del Nuovo Regno, l'area venne sfruttata, come necropoli, fin dall'Antico Regno e, successivamente, sino al periodo Saitico (con la XXVI dinastia) e Tolemaico.

## Titolare
TT245 era la tomba di:
| Titolare | Titolo                                   | Necropoli | Dinastia/Periodo                    | Note |
| -------- | ---------------------------------------- | --------- | ----------------------------------- | --- |
| Hori     | Scriba, Amministratore della Sposa Reale | el-Khokha | XVIII dinastia (?) (Thutmosi III ?) | a est dalla TT173; quattro tombe accessibili dall'unica casa di Hasan Ahmed el-Gurni (TT245, TT246, TT247, TT248) |

## Biografia
Nessuna notizia biografica è ricavabile.

## La tomba
Della tomba, che si apre nell'angolo sud di un cortile, da cui si accede anche alle tombe TT246, TT247, TT248 e TT258, non è nota né la planimetria, né la decorazione. La stessa non è stata ancora presa in considerazione da moderni lavori di rilevazione dopo l'abbandono del villaggio che la sovrastava.

### Annotazioni
1. ↑  La numerazione dei locali e delle pareti segue quella di Porter e Moss 1927, p. 326.
2. ↑  La prima numerazione delle tombe, dalla numero 1 alla 253, risale al 1913 con l'edizione del "Topographical Catalogue of the Private Tombs of Thebes" di Alan Gardiner e Arthur Weigall. Le tombe erano numerate in ordine di scoperta e non geografico; ugualmente in ordine cronologico di scoperta sono le tombe dalla 253 in poi.
3. ↑  I campi della Duat, ovvero l'aldilà egizio, si trovavano, secondo le credenze, proprio sulla riva occidentale del grande fiume.
4. ↑  Nella sua epoca di utilizzo, l'area era nota come "Quella di fronte al suo Signore" (con riferimento alla riva orientale, dove si trovavano le strutture dei Palazzi di residenza dei re e i templi dei principali dei) o, più semplicemente, "Occidente di Tebe".
5. ↑  le Tombe dei Nobili, benché raggruppate in un'unica area, sono di fatto distribuite su più necropoli distinte.
6. ↑  Le note, sovente di inquadramento topografico della tomba, sono tratte dal "Topographical Catalogue" di Gardiner e Weigall, ed. 1913 e fanno perciò riferimento alla situazione dell'epoca.
7. ↑  Fino a tempi molto recenti, alcune delle tombe vennero adibite ad abitazioni o a pertinenze di abitazioni, come stalle, cantine, depositi e magazzini. Tale impiego, protrattosi per millenni, come è intuibile, ha ulteriormente favorito il danneggiamento di già precarie rappresentazioni parietali o, in taluni casi, ha addirittura causato la perdita o la demolizione di pareti o colonne, o pilastri. I riferimenti di Gardiner e Weigall ad abitazioni private debbono perciò essere intese in tal senso e fanno riferimento, come è ovvio, agli anni in cui le rilevazioni ebbero luogo considerando che la pubblicazione del "Topographical Catalogue" risale al 1913.
8. ↑  I lavori saranno agevolati dalla demolizione, eseguita nel 2006, del villaggio di Gurna che da centinaia d'anni ricopriva l'area delle Tombe dei Nobili con il trasferimento degli abitanti in Gurna Gedida, ovvero "Nuova Gurna". Questo ha consentito, inoltre, il rinvenimento di ulteriori tombe fino ad allora sconosciute perché coperte, oppure occupate, dalle case del villaggio.
9. ↑  Benché non sia nota la planimetria, né la decorazione, si ritiene che nei suoi appunti N. de Garis Davies abbia confuso questa sepoltura con la TT259.

### Fonti
1. ↑  Gardiner e Weigall 1913.
2. ↑  Donadoni 1999,  p. 115.
3. ↑  Gardiner e Weigall 1913, p. 38.
4. 1 2  Porter e Moss 1927,  p. 332.
5. ↑  Gardiner e Weigall 1913, pp. 38-39.
6. ↑  Gardiner e Weigall 1913, p. 39.
7. ↑  Porter e Moss 1927,  pp. 332-333.
8. ↑  Kampp 1996.